# Temperatura equivalente di rumore
La temperatura equivalente di rumore è una grandezza utilizzata in elettronica e nel campo delle telecomunicazioni assieme alla cifra di rumore per quantificare la rumorosità di un sistema (in genere un quadripolo).
La determinazione della rumorosità di un quadripolo viene effettuata mediante il confronto con la rumorosità introdotta da un sistema o elemento di riferimento, il quale è in generale la resistenza che adatta in potenza la porta d'ingresso del quadripolo stesso e che si trova alla temperatura assoluta di 290 kelvin (17 °C, temperatura standard).
Nello schema dNi indica la potenza disponibile di rumore (in una banda di frequenze infinitesima) introdotta dal resistore posto all'ingresso del quadripolo mentre dNu indica la potenza disponibile di rumore misurata all'uscita. La potenza disponibile di rumore dNi è data da:
{\displaystyle dNi=kTdf}
in cui k = 1.38 × 10−23 J / K è la costante di Boltzmann e T è la temperatura assoluta a cui si trova il resistore (per convenzione si pone T=290 kelvin ogniqualvolta non è specificato).
La potenza disponibile di rumore dNu può essere scomposta come la somma di due contributi:
{\displaystyle dNu=G\cdot dNi+dNa}
in cui il primo tiene conto della rumorosità dovuta al solo riferimento R (alla temperatura assoluta T) mentre il secondo termine tiene conto della rumorosità introdotta dal solo quadripolo, la quale non dipende dalla temperatura alla quale si trova il riferimento. Considerando il quadripolo ideale (e quindi non rumoroso) è possibile determinare il valore della temperatura assoluta Tr alla quale dovrebbe trovarsi il riferimento R per poter misurare ai morsetti di uscita del quadripolo stesso la potenza dNa. Tr prende il nome di temperatura equivalente di rumore. La potenza disponibile di rumore dNu è quindi data da:
{\displaystyle dNu=G\cdot dNi+dNa=kTdfG+kT_{r}dfG=k(T+T_{r})dfG}
In altri termini, la temperatura equivalente di rumore è la temperatura che si dovrebbe sommare alla temperatura T del riferimento R per poter misurare ai morsetti d'uscita del quadripolo, considerato ideale, la potenza disponibile di rumore dNu. 
È importante sottolineare che la temperatura equivalente di rumore non è la temperatura fisica alla quale si trova l'apparato; è per sottolineare questa sostanziale differenza che si utilizza il termine equivalente.
La temperatura equivalente di rumore e la cifra di rumore sono fra loro legate dalle seguenti relazioni, ottenibili confrontando le espressioni di dNu che si ottengono utilizzando F o Tr in riferimento allo stesso quadripolo:
{\displaystyle F={\frac {T+T_{r}}{T}}}

{\displaystyle T_{r}=(F-1)T}
in cui T è la temperatura assoluta del riferimento alla quale è stata calcolata F (in genere 290 kelvin).
La temperatura equivalente di rumore è in generale funzione della frequenza e del riferimento R ma non dipende dalla sua temperatura assoluta T.

## Temperatura equivalente di rumore di una cascata di quadripoli
Consideriamo la seguente cascata di due quadripoli qualsiasi in condizione di adattamento di potenza, ognuno caratterizzato dal proprio guadagno disponibile e dai propri parametri di rumore F e Tr:

La potenza disponibile di rumore dNu a valle della cascata è data da:

{\displaystyle dNu=dNu'\cdot G_{2}+kT_{r2}dfG_{2}}

con:

{\displaystyle dNu'=k(T+T_{r1})dfG_{1}}

Inoltre è possibile scrivere:

{\displaystyle dNu=k(T+T_{rtot})dfG_{1}G_{2}}

e quindi dall'uguaglianza:

{\displaystyle k(T+T_{r1})dfG_{1}\cdot G_{2}+kT_{r2}dfG_{2}=k(T+T_{rtot})dfG_{1}G_{2}}

si ottiene che:

{\displaystyle T_{rtot}=T_{r1}+{\frac {T_{r2}}{G_{1}}}}

che nel caso di in cui la cascata fosse costituita da n quadripoli diventa:

{\displaystyle T_{rtot}=T_{r1}+{\frac {T_{r2}}{G_{1}}}+{\frac {T_{r3}}{G_{1}\cdot G_{2}}}+\cdots +{\frac {T_{rn}}{G_{1}\cdot G_{2}\cdots G_{n-1}}}}

Il risultato ottenuto mette in evidenza che la rumorosità di una cascata di quadripoli dipende fortemente dai primi stadi; infatti il primo quadripolo contribuisce alla rumorosità totale con il proprio contributo inattenuato mentre il generico quadripolo n-esimo (con n > 1) contribuisce con la propria rumorosità divisa per il prodotto degli n-1 guadagni disponibili dei quadripoli che si trovano immediatamente prima. Questa considerazione risulta importante soprattutto nella progettazione del lato di ricezione di un sistema di telecomunicazione in quanto si ha praticamente sempre a che fare con segnali ricevuti a bassissima potenza che quindi impongono di avere una ancor più bassa rumorosità per garantire un adeguato rapporto segnale/rumore.